# Keith Frederick William Dunn
Keith Frederick William Dunn, britanski general, * 1891, † 1985.